# Вегето-судинна дистонія
Вегето-судинна дистонія (також вегетосудинна дистонія; синоніми: нейроциркуляторна дистонія, нейроциркуляторна астенія, психовегетативний синдром, вегетоневроз, синдром вегетативної дисфункції) — синдром, при якому порушується робота вегетативної нервової системи.[джерело?]
Не є самостійним діагнозом, оскільки не згадується у міжнародній класифікації хвороб 10-го перегляду. Це поняття часто плутається із порушеннями автономної нервової системи[джерело?] із рубрики G90 згідно МКХ-10. Однак, останнє включає первинне (вроджене) або вторинне ураження вегетативної нервової системи при наявних об'єктивних доказах. Наприклад, синдром Горнера (G90.2), синдром Райлі-Дея (G90.1) або ураження вегетативної нервової системи при ускладненому перебігу цукрового діабету 2-го типу (G90.0).
Реакція гіперактивації симпатичної нервової системи, яку часто тлумачать як ВСД, не є специфічною для якого-небудь захворювання, а є нічим іншим, як описаним Гансом Сельє механізмом адаптації організму до хронічного стресу.
Пацієнти із вегето-судинною дистонією часто підпадають під критерії однієї із таких проблем зі здоров'ям:
- Соматоформний розлад (F45).
- Тривожні розлади (F40-F41).
- Синдром подразненого кишечника (K58).
- Депресивний епізод (F32).
- Порушення вегетативної нервової системи внаслідок вживання алкоголю (G31.2).
- Первинне або вторинне порушення вегетативної нервової системи (G90).

Слід зазначити, що справжні вторинні порушення вегетативної нервової системи зустрічаються переважно при системних захворюваннях, для яких є характерним залучення ЦНС у патологічний процес, включаючи полінейропатію при цукровому діабеті, хворобу Паркінсона, розсіяний склероз, інсульт (при ураженні центрів автономної нервової системи у стовбурі мозку). Відповідно, лікування вегетативної дисфункції при цих станах полягає у лікування основного захворювання.

## Клінічні прояви
Зазвичай, лікарі, які ставлять діагноз ВСД, спираються на наступні симптомокомплекси:
- кардіологічний, серцебиття, аритмії;
- респіраторний, що досягає іноді рівня задухи або невротичної астми, дихального кризу або, в легких випадках, проявляється «дихальним дискомфортом»;
- астенічний;
- синдром вегетосудинної дистонії та кризів з поширеними або регіональними розладами судинного тонусу;
- періферійними ангіодистонічними розладами, венозною гіпертонією, раптовим підвищенням або зниженням артеріального тиску;
- розлади терморегуляції;
- біль у суглобах кінцівок по типу невралгій;
- нерідко невротичні розлади у вигляді астенодепресивного або депресивно-іпохондричного синдромів;
- явища шлункової та кишкової диспепсії, дискінезії жовчного міхура та кишки,
- розлади менструального циклу, метрорагії, предменструальний синдром, альгодисменорея.

## Лікування
Оскільки вегетосудинна дистонія не є самостійним захворюванням, протоколів його лікування, заснованого на принципах доказової медицини, не існує. Терапія проводиться ситуативно в залежності від основного захворювання.